# Signori... Mina! vol. 1
Signori.. Mina! vol. 1, pubblicato nel 1993, è un album (solo CD) della cantante italiana Mina.
Questa raccolta non è inclusa nella discografia sul sito ufficiale minamazzini.com.

## Il disco
L'etichetta Raro!Records, di proprietà della rivista musicale Raro!, in collaborazione con la Fonit Cetra e la RAI, ha raccolto in quattro CD le esibizioni più importanti di Mina in televisione dal vivo. Mina, ad appena 21 anni nel 1961, dopo solo tre anni dal debutto, partecipa alla prima edizione di Studio Uno insieme a mostri sacri del varietà internazionale come Marcel Aumont, le Gemelle Kessler, Walter Chiari, Mac Ronay, Don Lurio e il Quartetto Cetra.
Con Studio Uno del 1965 Mina diventa la protagonista indiscussa del varietà televisivo, la sua popolarità raggiungerà livelli ineguagliati con le trasmissioni successive: Sabato sera, Canzonissima, Teatro 10 e Milleluci.

## Tracce
1. Introduzione parlata: Lelio Luttazzi - 0:30 -
2. La musica è finita - 2:20 -  (Umberto Bindi-Franco Califano-Nisa(Nicola Salerno)) Edizioni Ariston
3. Michelle (Michelle) - 3:18 -  (John Lennon-Paul McCartney-Ricky Gianco-Vito Pallavicini) Edizioni Fama
4. Medley: (con Milva e i Folkstudio Gospel) - 5:40 - 
  1. Motherless child - 2:10 -  (Tradizionale) Edizioni SIAE 
  2. Non arrenderti mai, uomo (Keep your hand on that plow) - 3:18 -  (Tradizionale-Pino Massara-Giorgio Calabrese) Edizioni Jubal
5. Bang bang - 2:30 -  (Sonny Bono-Alessandro Colombini-Miki Del Prete) Edizioni Ariston
6. Gente (People) - 3:44 -  (Jule Styne-Bob Merrill-Giorgio Calabrese) Edizioni Warner Chappel
7. The beat goes on - 4:50 -  (Sonny Bono) Edizioni D.R.
8. E poi verrà l'autunno - 2:52 -  (Antonio Amurri-Aristide Bascerano) Edizioni Alfiere
9. Medley: (con Fred Bongusto) - 7:48 -
  1. Quando mi dici così - 1:34 -  (Antonio Amurri-Gianni Ferrio) Edizioni Curci 
  2. Frida - 1:15 -  (Fred Bongusto) Edizioni Italcarish 
  3. Sei tu, sei tu - 1:34 -  (Antonio Amurri-Gianni Ferrio) Edizioni Curci 
  4. Doce doce - 2:04 -  (Fred Bongusto) Edizioni Settenote 
  5. Spaghetti, insalatina e una tazzina di caffè a Detroit - 1:28 -  (Fred Bongusto-Franco Migliacci) Edizioni Alfa/Slalom
10. Amore, amore, amore, amore - 4:56 -  (Alberto Sordi-Piero Piccioni) Edizioni Sedrim
11. Medley: - 6:13 -
  1. Mi sono innamorata di te - 1:56 -  (Luigi Tenco) Edizioni Radio Record 
  2. Cry - 2:39 -  (Churchill Kohlman) Edizioni SIAE 
  3. Deborah - 1:43 -  (Paolo Conte-Vito Pallavicini) Edizioni Ri-Fi Music
12. A chi (Hurt) - 2:43 -  (Jimmie Crane-Art Jacobs-Mogol) Edizioni Curci
13. Medley: (con Lucio Battisti) - 8:35 -
  1. Insieme (Lucio Battisti) - 1:10 -  (Lucio Battisti-Mogol) Edizioni Acqua Azzurra/PDU 
  2. Mi ritorni in mente (Mina & Lucio Battisti) - 1:00 -  (Lucio Battisti-Mogol) Edizioni Acqua Azzurra 
  3. Il tempo di morire (Mina & Lucio Battisti) - 1:49 -  (Lucio Battisti-Mogol) Edizioni Acqua Azzurra 
  4. E penso a te (Mina) - 0:37 -  (Lucio Battisti-Mogol) Edizioni Acqua Azzurra 
  5. Io e te da soli (Lucio Battisti) - 0:33 -  (Lucio Battisti-Mogol) Edizioni Acqua Azzurra/PDU 
  6. Eppur mi son scordato di te (Mina & Lucio Battisti) - 1:35 -  (Lucio Battisti-Mogol) Edizioni Acqua Azzurra 
  7. Emozioni (Mina & Lucio Battisti) - 1:44 -  (Lucio Battisti-Mogol) Edizioni Acqua Azzurra

## Descrizione brani
- Introduzione parlata

Signori...Mina! Con queste due sole brevi parole Lelio Luttazzi introduceva Mina con un rituale che si ripeteva ogni sabato sera in Studio Uno del 1965, lo storico show televisivo diretto da Antonello Falqui.
- La musica è finita

il brano è tratto da Sabato sera, l'edizione 1967 di Studio Uno, scritto da Umberto Bindi e Franco Califano, era stato interpretato da Ornella Vanoni qualche mese prima al Festival di Sanremo. Mina incide questo brano nel 1968 e viene pubblicato in un album di 12 canzoni fuori commercio, Le più belle canzoni italiane interpretate da Mina, in esclusiva per gli abbonati del gruppo Corriere della Sera. Mentre le altre canzoni verranno incluse in vari album successivi della discografia di Mina, La musica è finita verrà ripubblicato solo nel 2004 nella raccolta Platinum Collection.
- Michelle (Michelle)

il brano è tratto da Sabato sera, una particolare versione in italiano del grande successo dei Beatles. Mina ha inciso la versione originale in inglese nel 1976 nell'album Plurale.
- Medley: Motherless child/Non arrenderti mai, uomo

tratto da Teatro 10, è un rarissimo duetto di Mina con Milva, si tratta di due bellissimi spirituals tradizionali Motherless child e Non arrenderti mai, uomo, versione italiana di Keep your hand on the plow.
- Bang bang

il brano è tratto da Sabato sera, è la versione italiana del famoso pezzo di Sonny & Cher conosciutissimo in Italia grazie alle numerose incisioni tra cui quella dell'Equipe 84 e quella ancor più nota di Dalida. Mina non ha mai pubblicato questa canzone come singolo, né è mai stata inclusa in un album.
- Gente (People)

il brano è tratto da Sabato sera, ed è la versione italiana di People, un grande successo di Barbra Streisand. Mina non ha mai pubblicato questa canzone come singolo, né è mai stata inclusa in un album.
- The Beat Goes On

il brano è tratto da Canzonissima '68, un altro famoso pezzo di Sonny & Cher. Mina non ha mai pubblicato questa canzone come singolo, né è mai stata inclusa in un album.
- E poi verrà l'autunno

il brano è tratto da Canzonissima '68, presentato da Timi Yuro al Festival di Sanremo 1965 senza molto successo, questo pezzo permette a Mina di sfoggiare tutta la potenza della sua voce. Mina non ha mai pubblicato questa canzone come singolo, né è mai stata inclusa in un album.
- Medley: Quando mi dici così/Frida/Sei tu, sei tu/Doce doce/Spaghetti, insalatina..

tratto da Teatro 10, è un simpatico duetto di Mina con Fred Bongusto, sono tutti successi del repertorio dell'artista molisano.
- Amore, amore, amore, amore

tratto da Senza rete (programma televisivo) del 1968, è un pezzo di Alberto Sordi musicato da Piero Piccioni, composto appositamente per film Un italiano in America e inciso all'epoca dalla vocalist Christy e da Lara Saint Paul. Mina non ha mai pubblicato questa canzone come singolo, né è mai stata inclusa in un album.
- Medley: Mi sono innamorata di te/Cry/Deborah

tratto da Canzonissima '68, è uno dei tanti medley che Mina eseguiva nella parte finale dello spettacolo di fine d'anno. I brani proposti sono tre classici: Mi sono innamorata di te di Luigi Tenco, mai inciso; Cry grande successo di Johnny Ray, pubblicato nell'album Mina alla Bussola dal vivo del 1968; Deborah pezzo portato al successo da Fausto Leali, pubblicato in versione live sempre in Mina alla Bussola dal vivo del 1968 e inciso in studio nell'album Canzonissima '68.
- A chi

tratto da Sabato sera, grande successo di Fausto Leali. Inciso nel 1983 e pubblicato nell'album Mina 25